# یواس‌اس پرزیدنت (۱۸۰۰)
یواس‌اس پرزیدنت (۱۸۰۰) (به انگلیسی: USS President (1800)) یک کشتی بود که طول آن ۱۷۵ فوت (۵۳ متر) بود. این کشتی در سال ۱۸۰۰ ساخته شد.